# Calochortus leichtlinii
Calochortus leichtlinii là một loài thực vật có hoa trong họ Liliaceae. Loài này được Hook.f. miêu tả khoa học đầu tiên năm 1870.